# Toni Mahoni
Toni Mahoni (* 1976 in Berlin-Köpenick (DDR), Künstlername) ist ein deutscher Video-Blogger, Musiker, Hörfunkmoderator und Schriftsteller.

## Wirken
Zweimal wöchentlich erzählte Mahoni von 2006 bis 2008 in seinem Video-Podcast im Blog „Spreeblick“ Episoden aus seinem Leben und seine persönliche Sicht auf den Alltag. Daneben spielte Mahoni gelegentlich auch selbst komponierte Lieder auf seiner Gitarre und sang dazu. Seit 2008 sind die Videobeiträge Mahonis im Blog "Spreeblick" zu sehen, der heute Häusler gehört.
Mahonis Markenzeichen sind der breite Berliner Dialekt mit rauchiger Stimme, der in den Videos immer präsente Kaffee, die selbst gedrehte Zigarette sowie die Geräusche seiner Kanarienvögel im Hintergrund.
Mahoni betätigt sich auch als Musiker und nahm 2006 sowie 2010 CDs auf.
Mahoni veröffentlichte 2010 und 2014 Romane, in denen er selbst auftritt.
2011 moderierte er auf dem Berlin-Brandenburger Radiosender Radio Eins gemeinsam mit Ahne im Wechsel mit Stermann & Grissemann Sonntag nachmittags die Sendung Show Royale bis zu deren Absetzung.

## Rezeption
- Frankfurter Allgemeine Zeitung zu "Alles wird gut": „...eine Liebeserklärung an die Freundschaft, ans Durchwursteln, an das süß-faule Leben in Wohngemeinschaften, an einfach alles unterhalb der Yuppie- und Karriereschwelle.“[5]
- 2006 erhielt Johnny Haeuslers Blog "Spreeblick" den Grimme-Online-Award-Spezial. In der Laudatio wird auch auf Mahonis Videos verwiesen: „Die brillant schnodderigen Videos des ‚Toni Mahoni‘ etwa haben sich als eine Art Gegenmodell zum durchgestalteten ‚Ehrensenf‘ fest etabliert“.[6]

## Diskografie
- 2006: "Allet is eins" (Roof/Indigo)
- 2010: "Irgendwat is immer" (Roof)

## Bücher
- 2010: "Gebratene Störche", Berlin, ISBN 978-3-86971-009-9
- 2014: "Alles wird gut, und zwar morgen!", Berlin, ISBN 978-3-86971-072-3

## Trivia
Ein weiterer "Toni Mahoni" gleichen Künstlernamens wirkt in Erfurt web-öffentlich als Anarchist, Friedensaktivist und Flacherdler; ein "Toni Maroni" wurde in Deutschland relativ berühmt, weil er auf RTL an einer Schwiegermutter-TV-Sendung zu sehen war.